# Église catholique au Mozambique

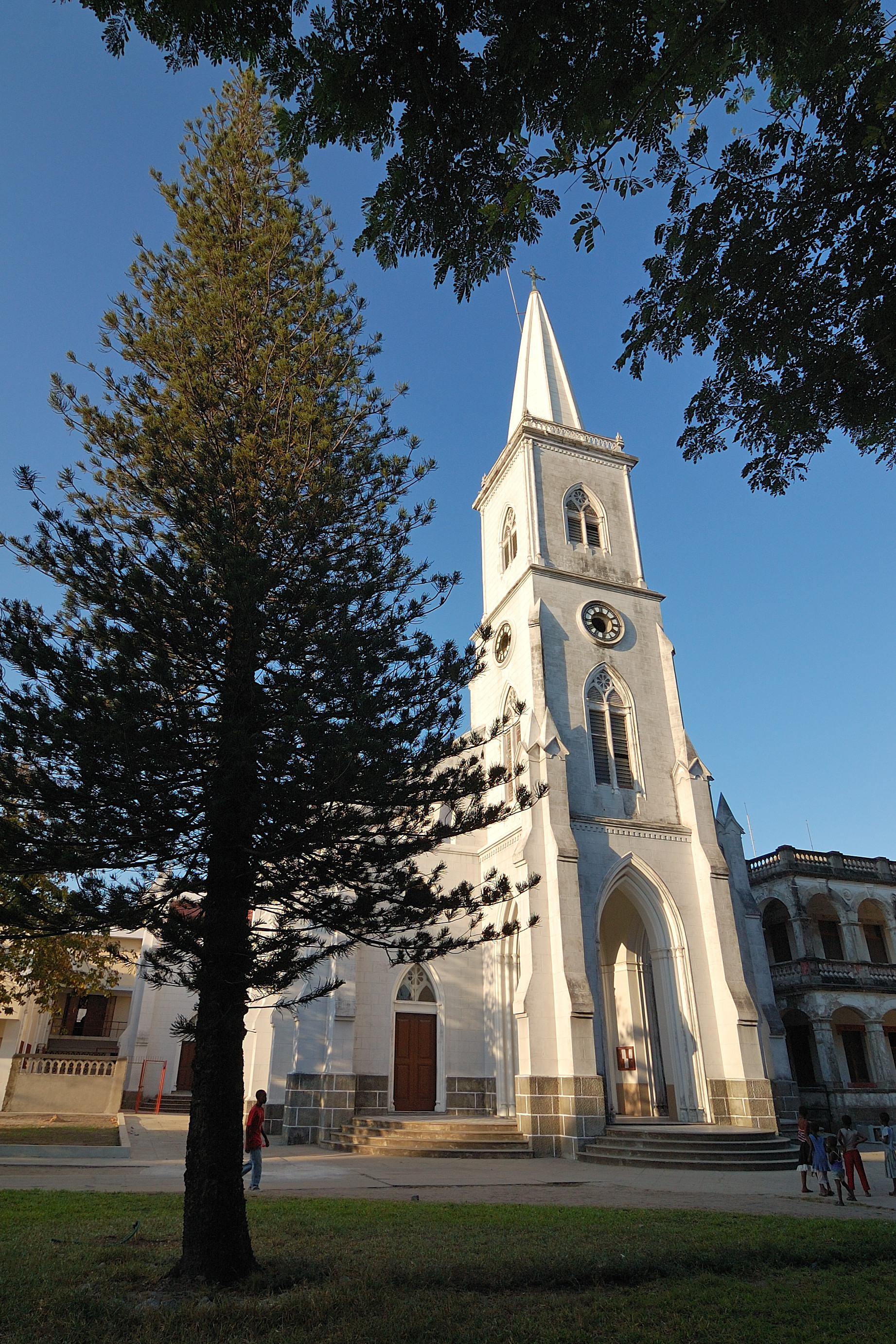
Cathédrale de Beira

L' Église catholique au Mozambique fait partie de la communion de l'Église catholique, sous la direction du pape. En 2005, on estimait à 4 294 000, soit 23 % de la population, le nombre de catholiques. Le Mozambique compte 12 évêchés, dont 3 archevêchés.  Le président de la conférence des évêques du Mozambique est Tomé Makhweliha, archevêque de Nampula. L'Église du Mozambique est aussi membre du Inter-Regional Meeting of Bishops of Southern Africa et du Symposium des Conférences Episcopales d’Afrique et de Madagascar. Le nonce apostolique du Mozambique est depuis le 21 février 2015 l'archevêque Edgar Peña Parra.

## Histoire
La première mission catholique dans l'actuel Mozambique a été l'œuvre des franciscains de Alvarez of Coimbra en 1500. L'activité missionnaire portugaise commence au XVIe siècle, et en 1560 sont baptisés le roi d'Inhambane et l'empereur de Monomotapa , le royaume desquels est partiellement situé dans l'actuel Mozambique. Au XVIIe siècle, les jésuites sont remplacés par des dominicains.
En 1612 est fondée l'administration apostolique du Mozambique, qui devient en 1783 une prélature territoriale.
En 1759, les jésuites sont interdits au Portugal et dans ses colonies, ce qui conduit à une baisse de l'activité missionnaire au Mozambique. La politique anticléricale au XIXe siècle conduit à l'absence de tout missionnaire en 1855. À la fin du XIXe siècle, l'activité reprend avec des jésuites et des franciscains.
Les relations entre l'Église et l'État sont normalisées en 1940, et après cette date le nombre de catholiques augmente beaucoup. De 60 000 en 1936 à 850 000 en 1963. Dans la seconde moitié du XXe siècle, plus de neuf diocèses ont été créés, et les diocèses de Beira et Nampula ont été élevés au rang d'archidiocèses en 1984.
C'est en 1967 qu'est fondée la conférence des évêques du Mozambique, et en 1974 la délégature apostolique de Maputo, qui devient une nonciature en 1996.
En 1988, le pape Jean-Paul II visite le Mozambique.

## Organisation
- Archidiocèse de Beira
- Archidiocèse de Maputo
- Archidiocèse de Nampula
- Diocèse de Chimoio
- Diocèse de Gurué (en)
- Diocèse d'Inhambane (en)
- Diocèse de Lichinga (en)
- Diocèse de Nacala (en)
- Diocèse de Pemba (en)
- Diocèse de Quelimane (en)
- Diocèse de Tete (en)
- Diocèse de Xai-Xai